# Rue du Jura
La rue du Jura est une voie située dans le quartier de la Salpêtrière dans le 13e arrondissement de Paris.

## Situation et accès
La rue du Jura est desservie à proximité par la ligne 7 à la station Les Gobelins.

## Origine du nom
Elle porte le nom du Jura, une chaîne de montagnes située entre la France et la Suisse. 

## Historique
Cette rue, classée dans la voirie de Paris en 1874, a pris sa dénomination actuelle le 1er février 1877.
Le 5 août 1918, durant la première Guerre mondiale, un obus tiré par la Grosse Bertha positionnée entre Fourdrain et Crépy-en-Laonnois explose au no 15 rue du Jura.

## Bâtiments remarquables et lieux de mémoire
- Partant du boulevard Saint-Marcel, elle débouche sur l'École nationale de chimie physique et biologie de Paris.